# 门达镇
门达镇，是中华人民共和国内蒙古自治区通辽市科尔沁左翼中旗下辖的一个乡镇级行政单位。

## 行政区划
门达镇下辖以下地区：
门达嘎查、巴格西嘎查、前进村、广巨屯村、三义堂村、务本村、田兴村、姜家窝堡村、清河屯村、五家窝堡村、四合村、安乐屯村、富裕屯村、太平庄村、欧里嘎查、大合心村和小合心村。